# Euphorbia phillipsiae
Euphorbia phillipsiae är en törelväxtart som beskrevs av Nicholas Edward Brown. Euphorbia phillipsiae ingår i släktet törlar, och familjen törelväxter. Inga underarter finns listade i Catalogue of Life.